# Bulk et Skull
Pour les articles homonymes, voir Bulk et Skull.
Bulk et Skull est un duo de fiction de la franchise Power Rangers. Ils sont apparus pour la première fois dans la série Power Rangers : Mighty Morphin, respectivement incarnés par Paul Schrier et Jason Narvy. 
Bulk et Skull incarnent majoritairement la touche humoristique de la série et apparaissent dans la plupart des saisons notamment toutes le premières puis quelques-unes plus récentes, à l'exception de Sauvetage éclair, La Force du temps, Force Cyclone, Dino Tonnerre, Super Police Delta, Force mystique, Opération Overdrive, Jungle Fury, RPM, Megaforce, Super Megaforce, Dino Charge, Dino Super Charge et Ninja Steel. Contrairement à Bulk, Skull n'apparait pas dans Power Rangers : Samurai, il y est remplacé par son fils, Spike mais fait une petite apparition dans le dernier épisode de Power Rangers : Super Samurai. Ils apparaissent par ailleurs dans deux films de la franchise, Power Rangers, le film et Power Rangers Turbo, le film, mais ne sont pas présents dans le reboot cinématographique Power Rangers (2017).

## Biographie fictive

### Épisodes pilote
Dans le tout premier épisode pilote, un gang de punks inclut un personnage non nommé, déjà campé par Paul Schrier. L'un des membres du gang est attiré par Kimberly, qui rejette ses avances. Le gang affronte les cinq jeunes, les futurs Rangers
Dans le second pilote, dévoilé à la Power Morphicon de 2007, Paul Schrier incarne Bulk le leader d'un gang, au sein duquel Jason Narvy tient le rôle de Skull. Il avait initialement auditionné pour le rôle de Billy Cranston (Ranger bleu).
Les premières versions de Bulk le montrent sous un jour plus menaçant. Il intimide même physiquement Kimberly.

### Power Rangers: Mighty Morphin
Farkas « Bulk » Bulkmeier et Eugene « Skull » Skullovitch sont deux pitres loubards d'Angel Grove en Californie. Ils aiment mettre la pagaille au lycée Angel Grove High School. Ils sont souvent mis en retenue par le proviseur M. Caplan.
Bulk et Skull tournent souvent autour des Power Rangers, même s'ils ignorent leurs véritables identités. Bulk tente en vain de séduire Kimberly Hart, alors que Skull a un penchant pour Trini Kwan. Bulk et Skull tenteront de découvrir qui sont les Power Rangers. Ils se retrouvent ainsi malgré eux souvent au cœur des affrontements entre les Rangers et les sbires de Rita Repulsa et du seigneur Zedd. Un jour, ils se retrouvent dans un bus en danger face à un Goldar géant.
Alors qu'ils avaient pris une voie plutôt négative, Bulk et Skull intègrent la Angel Grove Junior Police Force à partir de la saison 3. Ils y rencontrent le Lieutenant Stone qui les ramène sur le droit chemin. Ernie, le barman, et les Rangers exprimeront leur fierté à propos de cela.

### Power Rangers, le film
Bulk et Skull participent au saut en parachute en chute libre de charité de leur lycée avec les Power Rangers, mais atterrissent dans un chantier. Ils sont plus tard vus pendant la fête avec Ernie. Pendant la bataille finale, ils aident Fred et les autres enfants à sauver leurs parents qui s'apprêtent à sauter dans le vide en étant sous le contrôle d'Ivan Ooze. Quand le film se termine sur une fête de remerciement d'Angel Grove aux Power Rangers pour avoir sauvé la ville, Bulk et Skull affirment que ce sont eux qui ont fait cela.

### Alien Rangers
Bulk et Skull sont ramenés à l'âge d'enfants, tout comme les Power Rangers, avec l'orbe d'ombre de Master Vile. Ils se comportent alors à nouveau comme les voyous qu'ils étaient dans la première saison. Contrairement à ce qui s'est passé lorsque le Seigneur Zedd a fait régresser le temps où ils ont conservé leurs souvenirs, ils oublient les Power Rangers et n'en reconnaissent aucun sauf Billy. Zordon fait alors appel aux Power Rangers Aquitiens venant d'une autre planète pour protéger la Terre en attendant que les Power Rangers terrestres retrouvent leurs âges et leurs pouvoirs. Bulk est brièvement transformé en "Brat Boy", le monstre de Rita et Zedd au cours de la mini-série et combat les Power Rangers Aquitiens, mais il se rebelle bientôt contre ses maîtres, incitant Rita et Zedd à lui rendre sa forme normale.
N.B. : Paul Schrier, l’interprète de Bulk a réalisé quelques épisodes des Power Rangers : Mighty Morphin, dont La Métamorphose de Bulk, où il apparaît brièvement. Schrier (sous le nom de Paul Schrier II) a aussi réalisé quelques épisodes des Power Rangers : Turbo durant la première partie de la saison (quand son personnage avait été métamorphosé en chimpanzé).

### Power Rangers: Zeo
Ils travaillent toujours pour la police. Goldar et Rito Revolto (frère de Rita Repulsa) sont devenus amnésiques suite la destruction de la base des Power Rangers. Ils deviennent des serviteurs de Bulk et Skull. Plus tard, ils retrouvent la mémoire et reviennent aux côtés des anciens ennemis des Rangers.
Bulk et Skull enchaînent bêtises sur bêtises jusqu'à la bêtise de trop : Bulk va tomber amoureux de la fille du chef de la police et se fera virer pour ne pas avoir suivi le règlement, provoquant le renvoi de Skull et du lieutenant Stone. Ils formeront alors un trio de détectives. Malgré leur licence en poche, Bulk et Skull ont l'impression de ne servir à rien et décident de partir pour la France où une réelle mission leur est confiée.

### Power Rangers Turbo, le film
Bulk et Skull ont été réintégrés dans la police avec le lieutenant Stone et sont chargés d'assurer la sécurité dans le stade d'Angel Grove lors d'un match de baseball (la raison de cette réintégration ne sera expliquée que dans le premier épisode des Power Rangers: Turbo). Ils seront ensuite capturés par Elgar, le neveu de Divatox, une pirate de l'espace à la recherche du magicien Lerigot qui s'est enfui de sa planète pour se cacher sur Terre. Divatox recherche Lerigot pour qu'il lui ouvre le passage pour trouver Meligor, le monstre qu'elle veut épouser. Elle a besoin de deux humains purs pour lui donner en offrande et a chargé Elgar de les lui trouver. Elle ne sera pas satisfaite du choix d'Elgar et le chargera d'en trouver deux autres; Kimberly et Jason qui ne sont autre que d'anciens Power Rangers. Bulk et Skull seront enfermés avec les deux autres dans la cale du sous-marin vaisseau spatial de Divatox, puis Jason réussira à les faire évader. Ils seront tous sauvés par les Power Rangers qui les ramèneront sur Terre.

### Power Rangers: Turbo
Alors que Bulk et Skull se voient offrir la chance de rejoindre à nouveau les forces de police avec le lieutenant Stone, malheureusement cela est rendu impossible par leur rencontre imprévue avec Elgar, un serviteur de Divatox, qui les transforme en chimpanzés. Le lieutenant Jerome Stone semble reconnaître les deux chimpanzés et les prend sous son aile.
Ils reprennent par la suite forme humaine mais deviennent invisibles. Cela ne sera que temporaire et ils finiront par redevenir eux-mêmes. Le lieutenant Stone sera heureux de les retrouver.

### Power Rangers: Dans l'espace
Bulk et Skull qui ont finalement retrouvé forme humaine ne sont pas revenus dans la police et sont maintenant devenus sans vraiment le vouloir les assistants du professeur Phenomenus. Ensemble, ils cherchent des traces de vie des extra-terrestre sur Terre.
Ils deviendront ensuite les leaders d'un groupe de citoyens d'Angel Grove pour protéger la ville des envahisseurs lors de l'épisode final où les troupes de monstres extra-terrestres d'Astronema envahissent la Terre.

### Power Rangers: L'Autre Galaxie
Un an plus tard, Bulk et le professeur Phenomenus prennent place dans le bio-dôme de la station Terra Venture pour un voyage interstellaire afin de trouver un nouveau monde habitable pour les humains. Skull, de son côté, ne s'est pas réveillé à temps et n'a pas pu partir, il n'apparaît que dans le premier épisode et on n'entendra plus parler de lui par la suite.
Bulk et le professeur Phenomenus voyageront, de leur côté, dans la station spatiale protégée par les Rangers Galactiques, et comme les autres colons de la station, s'installeront sur la planète Mirinoi à la fin de la saison.
Cette saison est aussi la dernière saison consécutive où les deux personnages présents de manière continue depuis la première saison des Power Rangers apparaissent. Ils réapparaîtront ensuite sous forme de caméos et épisodiques dans des saisons ultérieures.

### Power Rangers: Force animale
Bulk a fini par revenir sur Terre après avoir vécu un temps dans le nouveau monde sur la planète Mirinoi et a retrouvé son ami Skull. La manière dont il est revenu n'est pas révélée mais on peut supposer que ce sont les Rangers Galactiques qui l'ont aidé à revenir avec leurs transports galactiques. On ne sait en revanche pas ce qu'est devenu le professeur Phenomenus et on suppose qu'il est resté sur Mirinoi. Cependant dans la scène originale qui était plus longue et qui a été coupé, le professeur Phenomenus était mentionné par Skull lorsque Bulk reçoit un coup de téléphone et qu'il s'imagine que c'est le professeur qui appelle, on peut donc aussi supposer par cette mention qu'il est revenu sur Terre avec Bulk et qu'il contacte de temps en temps ses anciens assistants.
Ils apparaissent brièvement le temps d'un caméo, lorsqu'une mission importante nécessite le retour de tous les Rangers rouges. Ils travaillent alors dans un bar à cocktails appelé Bulkmeier's, sans doute est-ce Bulk qui a ouvert ce bar et en est propriétaire. Cependant dans la scène qui était plus longue avant d'être partiellement coupée, on découvrait que Tommy Oliver en est en réalité le propriétaire et qu'ils travaillent pour lui. Tommy fait partie des clients lorsqu'il est appelé en mission.

### Power Rangers: Samurai(Bulk uniquement)
Des années plus tard, on retrouve Bulk qui ne travaille plus au bar, il se considère comme un Samouraï et veut former avec Spike, le fils de Skull dont il est le tuteur en l'absence de son père (Skull n'apparaît pas mais est mentionné plusieurs fois). On ne sait en revanche rien de la mère de Spike. On sait juste qu'il a quinze ans, ce qui d'après les années indique que Spike serait né à l'époque de la saison des Power Rangers : L'Autre Galaxie lorsque Bulk et le professeur Phenomenus étaient partis pour le nouveau monde à bord de la station Terra Venture et que Skull ne s'était pas réveillé. Skull a donc probablement rencontré la mère de Spike à cette période. Comme toujours les tentatives de Bulk finissent la plupart du temps en désastre, et quand le danger se présente, il choisit plutôt la fuite. Spike et lui tentent cependant de vaincre Negatron sans succès. Ce dernier les insulte même en leur disant qu'ils sont de mauvais Samouraïs. Cela n'empêche pas Bulk et Spike de reprendre l'entraînement. Alors qu'ils sont tous les deux en forêt, on apprend que Spike a peur des ours. C'est le moment que choisit un Nighlok pour les attaquer. Ils utilisent alors la technique ancestrale du « mort » et survivent à leur premier combat, ce qui fait d'eux de vrais guerriers Samouraïs.

### Power Rangers: Super Samurai
Bulk poursuit l'entraînement de samouraï de Spike, Skull apparaît finalement dans le dernier épisode où il retrouve son fils et son meilleur ami. Il arrive en voiture et repart avec son fils et tous deux disent au revoir à Bulk.